# Андреапольський округ
Андреапольський район (рос. Андреапольский район) — муніципальний район у складі Тверської області Російської Федерації.
Адміністративний центр — Андреаполь.

## Географія
Площа території — 3051 км².
межує:
- На півночі з Холмським районом Новгородської області;
- На північному сході з Пеновським районом Тверської області;
- На сході з Селіжаровським районом Тверської області;
- На південному сході із Нелідовським районом Тверської області;
- На півдні із Західнодвінським районом Тверської області;
- На заході із Торопецьким районом Тверської області.

Основні річки — Західна Двіна, Волкота, Торопа і Жукопа.

## Історія
- 1927: утворення Ленінського району у складі Великолуцького округу Ленінградської області, з адміністративним центром в селі Хотилиці.
- 1928: центр Ленінського району було переведено з села Хотилиці в село Андреаполь.
- 1929 - 1935: Ленінський район входив до складу Західної області.
- 1935: Ленінський район увійшов до складу Калінінської області.
- 1936: утворено Сережинський район (центр - село Бологово).
- 1938: село Андреаполь перетворено на робоче селище.
- 1944: Ленінський і Сережинський райони увійшли до новоствореної Великолуцької області.
- 1957: Ленінський і Сережинський райони знову увійшли до складу Калінінської області.
- 1960: скасовано Сережинський район.
- 1963 — січень 1965: Ленінський район було скасовано, його територія входила до складу Торопецького сільського району.
- січень 1965: район було відновлено з центром у селищі Андреаполь, як Андреапольський район.
- червень 2019 року Андреапольський муніципальний район було скасовано, а всі що входили до його складу міські і сільські поселення Законом Тверській області від 13 червня 2019 року було об'єднано в нове муніципальне утворення - Андреапольський муніципальний округ [1][2][3][4].

## Адміністративний устрій
До складу району входять одне міське та 7 сільських поселень:
1. Міське поселення Андреаполь
2. Аксеновське сільське поселення
3. Андреапольське сільське поселення
4. Бологовське сільське поселення
5. Волоцьке сільське поселення
6. Луговське сільське поселення
7. Торопацьке сільське поселення
8. Хотилицьке сільське поселення